# Salzsee

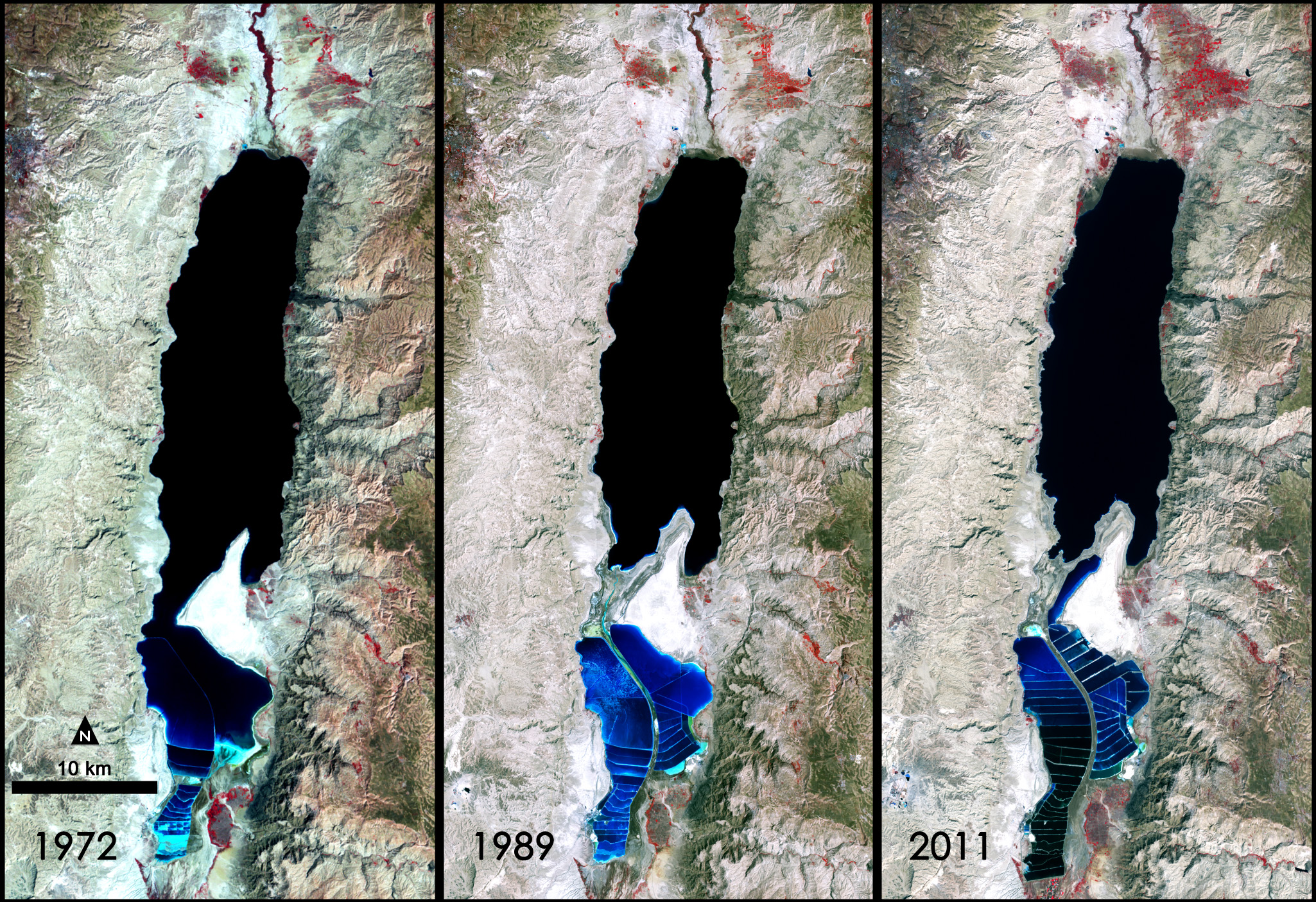
Das Tote Meer ist einer der bekanntesten Salzseen. Die Satellitenaufnahmen zeigen anthropogene Veränderungen der letzten 40 Jahre.

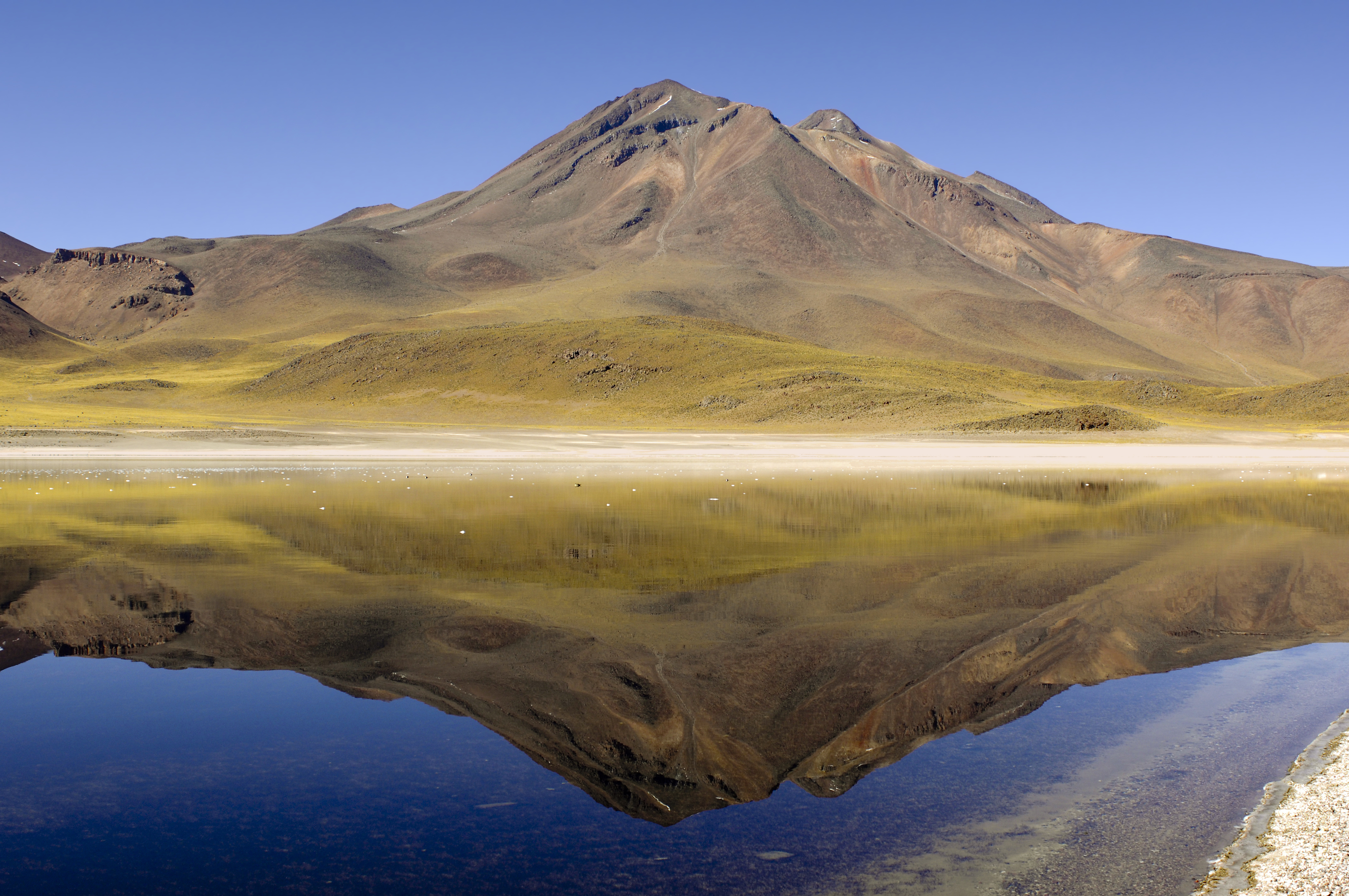
Laguna Miscanti, ein Salzsee in der Atacamawüste in Chile.

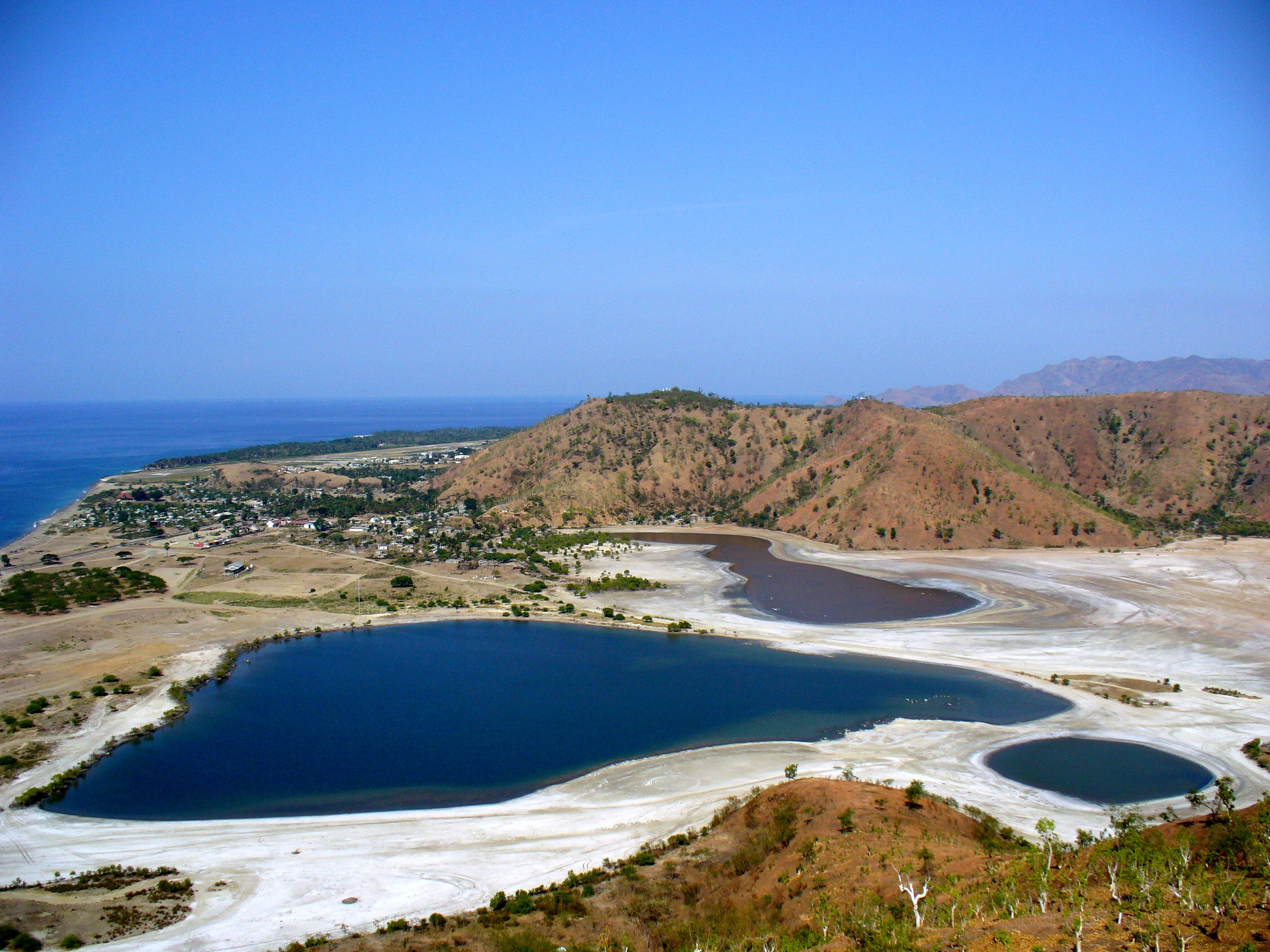
Die drei Salzseen von Tasitolu, ein wichtiger Lebensraum für Wasservögel

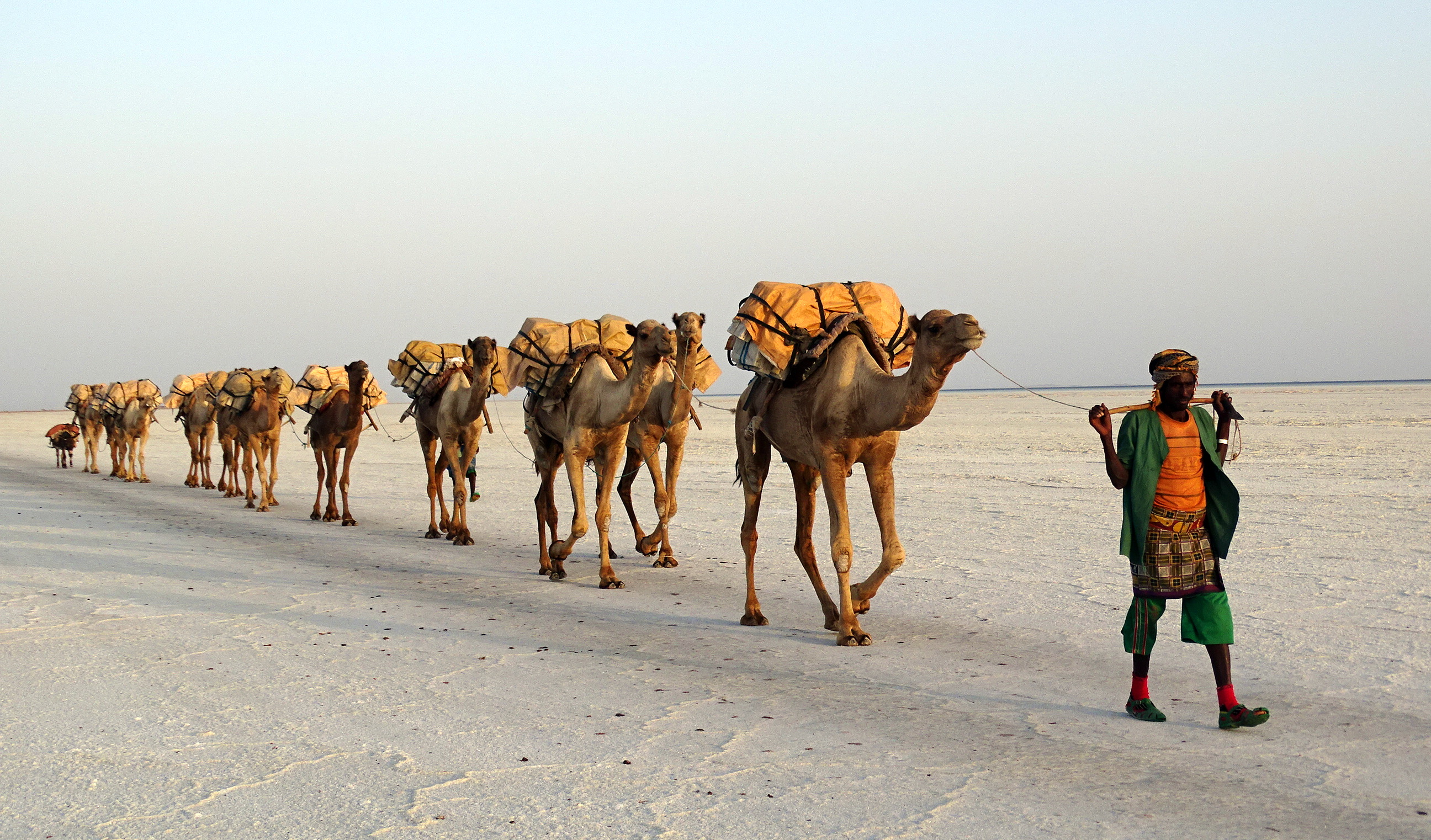
Kamelkarawane zum Abtransport der Salzplatten am Karumsee in Äthiopien

Salzsee (auch: Salzwassersee) ist die Bezeichnung für ein Binnengewässer mit Salzwasser ohne Abfluss in einen Ozean, in einer Senke oder einem Becken gelegen.

## Entstehung
Salzseen befinden sich meistens in Trockengebieten oder Wüsten, so dass sich durch die andauernde Verdunstung der Mineralgehalt des Gewässers ständig erhöht. Ist die Verdunstung größer als der Wasserzufluss, entsteht nach und nach eine Salzwüste.
Bei saisonalem Wetter wie sich abwechselnden Regen- und Trockenzeiten ist auch ein stetiger Wechsel zwischen Salzwüste und Salzsee möglich, wie an einigen Stellen im Atlasgebirge. Auch menschliches Eingreifen wie Abzweigen des Wassers zur Bewässerung kann den Wasserstand solcher Seen stark schwanken lassen.
Eine Besonderheit stellt der Lake Peigneur dar, welcher ursprünglich ein Süßwassersee war und am 20. November 1980 durch einen Bohrunfall zu einem Salzsee wurde.

## Nutzung
Salzseen werden zur Speisesalzgewinnung, zur Gewinnung von Salz als Badezusatz – besonders aus dem Toten Meer – und zum Abbau von Phosphaten genutzt. Die Salztonebenen von teilweise verdunsteten Salzseen bieten unter Umständen eine glatte Oberfläche, auf der Fahrzeuge eine gute Bodenhaftung haben, und bieten gute Bedingungen für Hochgeschwindigkeitsrennen. Die Bonneville Flats in Utah sind für Geschwindigkeitsrekorde berühmt, teilweise werden derartige Ebenen auch als kostengünstige Start- und Landebahn in der Luftfahrt verwendet, beispielsweise der Rogers Dry Lake. Salzseen ziehen auch viele Touristen an, einerseits wegen des Badeerlebnisses (man kann praktisch nicht untergehen), anderseits führen das Wasser und die Luft der Umgebung besonders am Toten Meer zur Linderung von Hautkrankheiten wie Neurodermitis oder Schuppenflechte.

## Bekannte und außergewöhnliche Salzseen
Zu den bekanntesten Salzseen gehören das Tote Meer mit durchschnittlich 28 % Salzgehalt und der Große Salzsee in Utah mit 25 % Salzgehalt. Der Salzgehalt des schrumpfenden Aralsees hat sich inzwischen auf ca. 8 % erhöht. Der Salzgehalt der Ozeane dagegen beträgt nur etwa 3 bis 4 %. Wenn neben Natriumchlorid auch Carbonate in größeren Mengen gelöst sind, erhöht sich der pH-Wert von Salzseen. Man spricht dann von Natron- oder Sodaseen. Wenige Seen mit einem Salzgehalt von über 40 % bilden nach diesen Gesichtspunkten die Spitzenposition.
- In Äthiopien liegt der Gaet'ale, ein hypersaliner Wasserkörper in der Danakil-Depression, wo der in Lösung befindliche Salzgehalt von 43,3 % hauptsächlich als Chloride CaCl2 und MgCl2 auskristallisiert. Weitere spurenartige enthaltene Ionen sind Kalium, Natrium und Nitrat. Eine Eisen-III-Komplexverbindung verursacht die gelbe Färbung in diesem Areal.[1]
- Der Don-Juan-See in den antarktischen Trockentälern hat nur eine winzige Fläche von 0,03 km² und ist mit über 40 % ein weiterer See mit einem extrem hohen Salzgehalt auf der Erde. Die Salzkonzentration ist so hoch, dass das Wasser trotz antarktischer Temperaturen weit unter 0 °C weiterhin flüssig bleibt.[2]

Weitere Salzseen sind:
- Assalsee in Dschibuti
- Rudolfsee (Afrika)
- Salzseen an der Binnenseite des Zāgros-Gebirges (Iran)
- Salzseen im Rift Valley (Kenia)
- Vansee (größter der Türkei)
- Urmiasee (im Iran)
- Sawa-See (im Irak)
- Kaspisches Meer, größter Salzsee der Welt.
- Tuz Gölü (Salzsee bei Şereflikoçhisar Türkei)
- Lop Nor (historisch bedeutsamer in China mit Yardangs)
- Qinghai-See (auch: Kokonor; größter Chinas)
- Nam Co (auch: Tengrinor; zweitgrößter Chinas)
- Lake Eyre (größter Australiens)
- Mar Chiquita (Argentinien)
- Baskuntschak (80 % der russischen Salzproduktion) im russischen Oblast Astrachan
- Bolschoje Jarowoje (russisch Большое Яровое) in der russischen Region Altai
- Mono Lake (USA)
- Chott el Djerid (liegt im Süden Tunesiens und ist Teil des größten Salzseengebietes der Sahara.)
- Sutton Salt Lake in Neuseeland, der durch die salzigen Aerosole des Pazifischen Ozeans gebildet wurde.
- Salzseen bei Ocna Sibiului (Rumänien)
- Kleinere Salzseen im Burgenland, als Salzlacken bezeichnet.
- Im fränkischen Bad Windsheim wurde ein künstlicher Salzsee für therapeutische Anwendungen geschaffen
- In der südlichen Kalahari-Wüste (im Länderdreieck Südafrika, Namibia und Botswana) wird das sogenannte Kalahari-Salz aus einem naturbelassenen Salzsee gewonnen.
- Austersee, eine der größten Salzreserven Rumäniens
- Salziger See, ehemaliger See in Sachsen-Anhalt

## Lebensraum
Gewöhnliche Fische und Mollusken können in stark salzhaltigen Gewässern nicht leben. Es gibt allerdings einige Arten von Lebewesen, die sich an solche Verhältnisse anpassen konnten, die sogenannten Halophilen. Dazu gehört auch der Artemia salina (Salzkrebs), der wiederum Flamingos anlockt.
Halobakterien sind extrem halophil.

## Solebecken im Meer

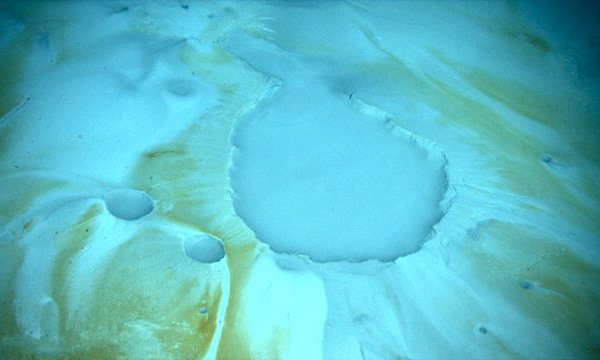
Diese Krater markieren die Bildung von Solebecken, aus denen Salz durch den Meeresboden gesickert ist und das nahe gelegene Substrat verkrustet hat.

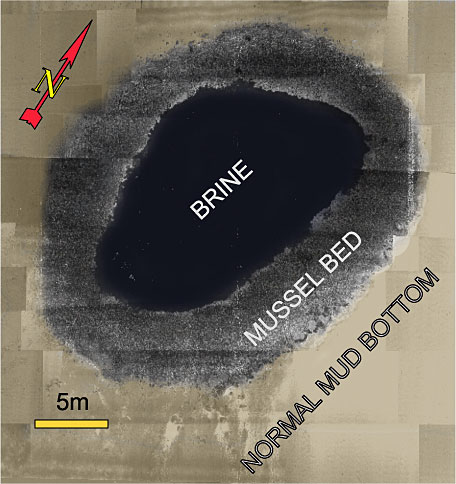
Darstellung eines Solebeckens im Golf von Mexiko (NOAA).

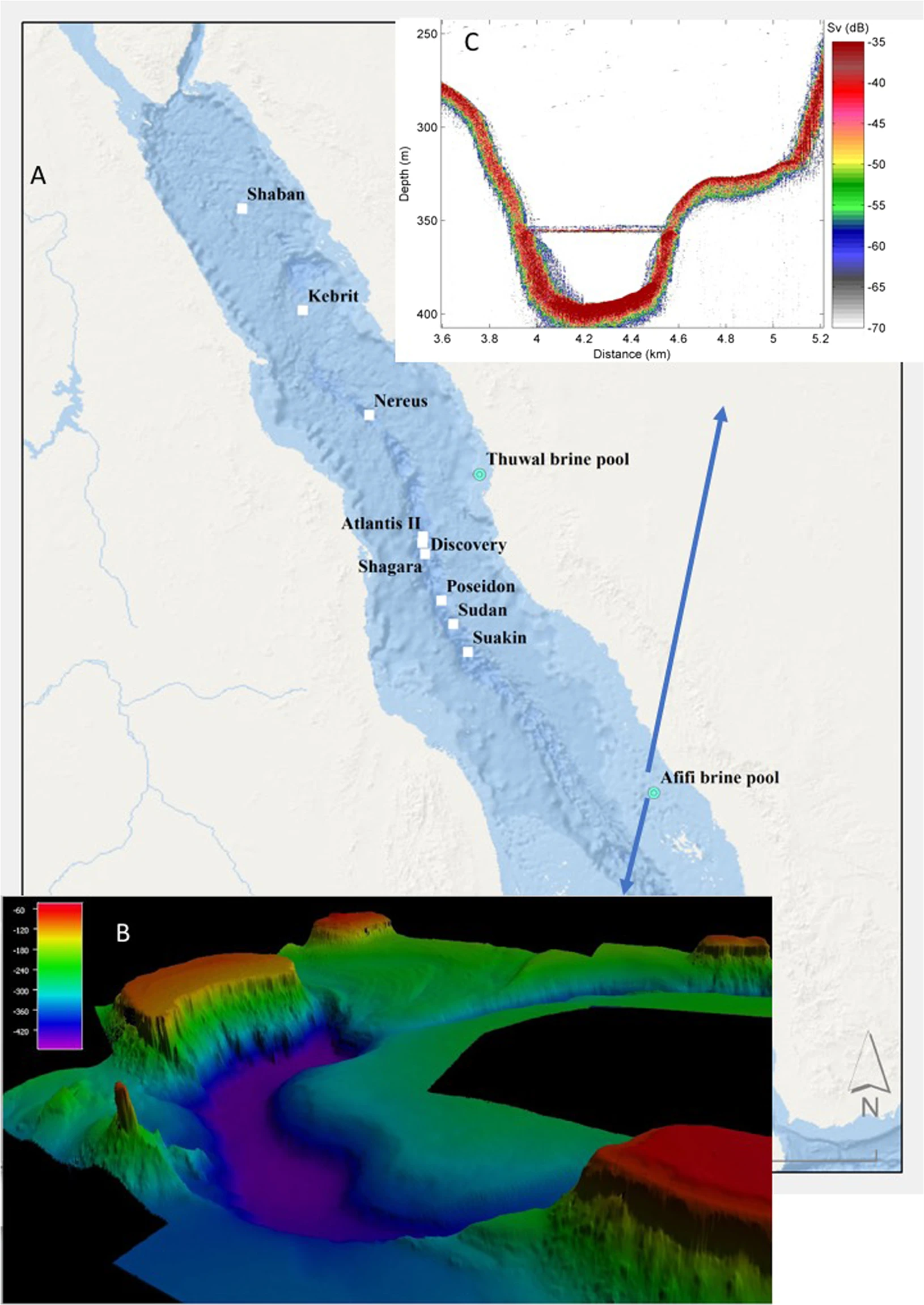
Solebecken im zentralen Teil des Roten Meeres

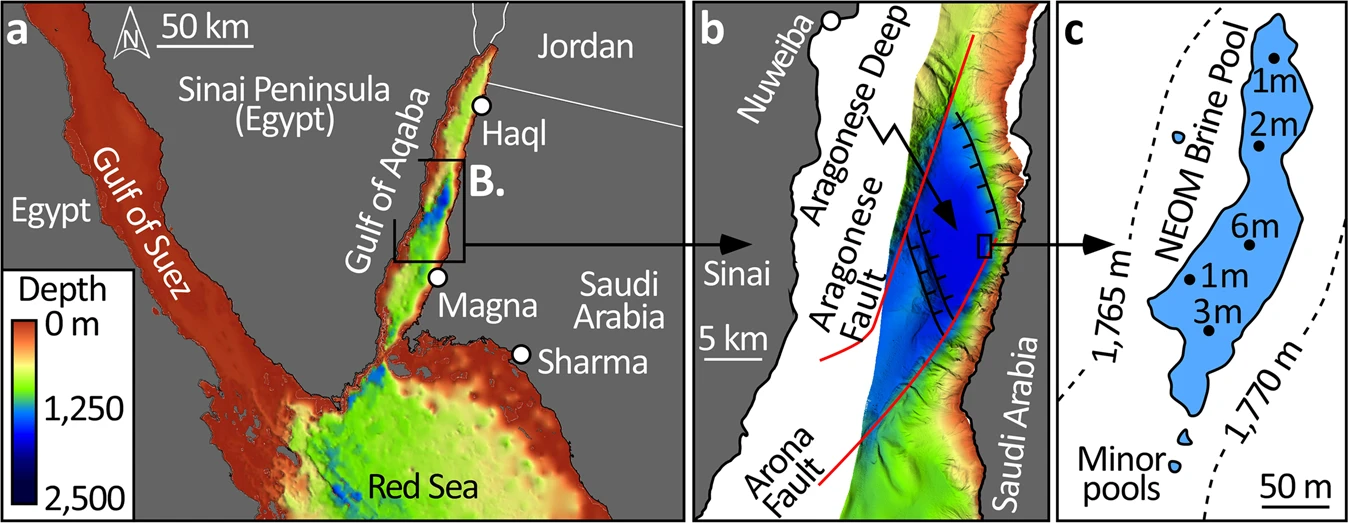
Solebecken im Golf von Akaba

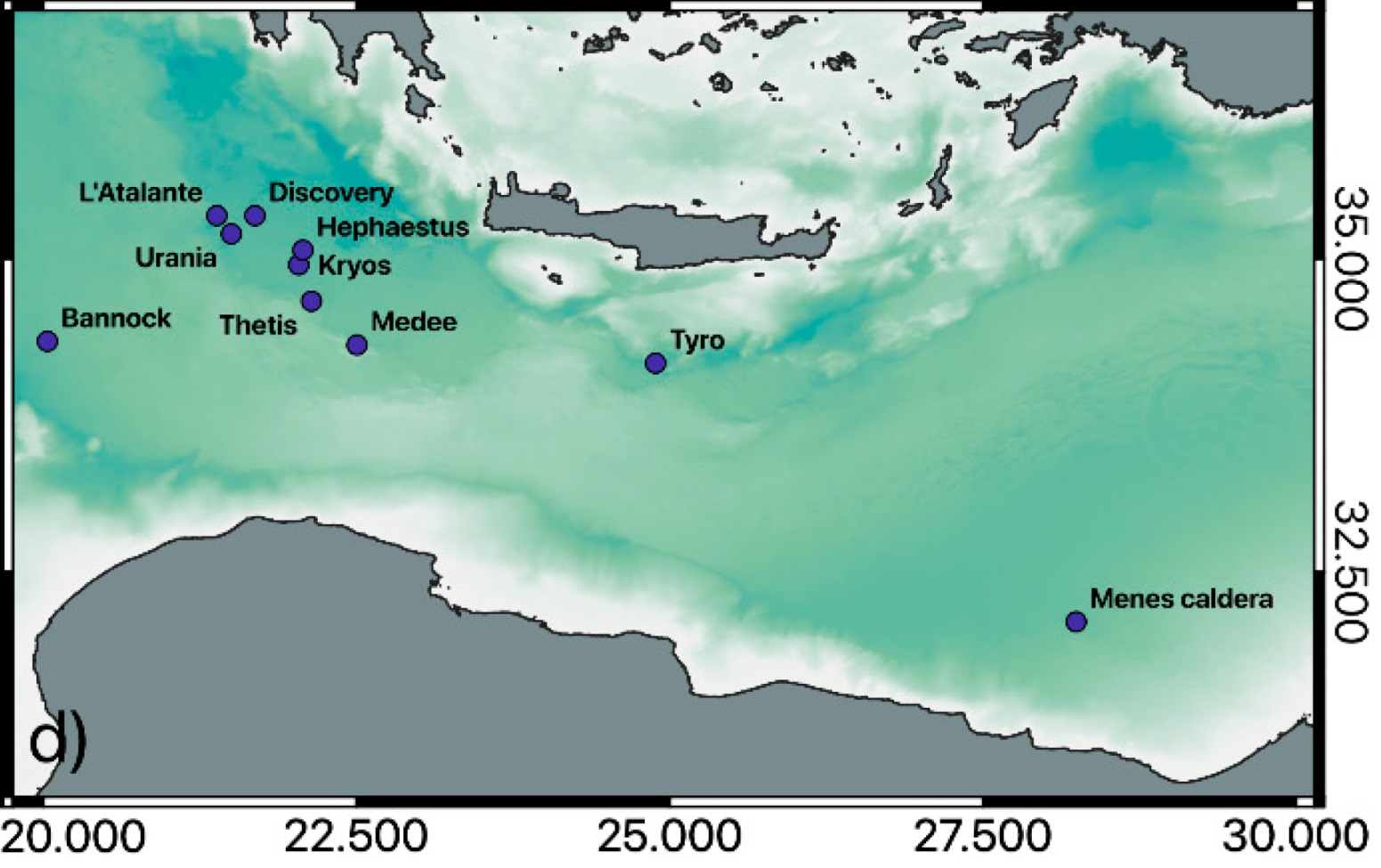
Solebecken (DHABs) im östlichen Mittelmeer

Auch auf dem Meeresboden können sich an kalten Quellen Solebecken (englisch brine pools, brine lakes) bilden. Es ist möglich, Wellen an der Oberfläche (Halokline) dieser Becken zu beobachten.
Ein Spezialfall sind tiefe hypersaline anoxische Becken (engl. deep hyper saline anoxic basins, DHABs, auch 
deep-sea hypersaline anoxic lakes, DHALs).
Allgemein ist ein solches Unterwasser-Solebecken ein Volumen von Sole, das sich in einer Vertiefung am Meeresboden sammelt und aufgrund seiner viel höheren Dichte (genauer: seines viel höheren spezifischen Gewichtes) infolge seines Salzgehalts (der drei- bis achtmal höher ist als der des umgebenden Ozeans, bis an den Rand der Sättigung) auch dort bleibt.
Unterwasser-Solebecken werden manchmal auch als „Seen“ auf dem Meeresboden bezeichnet, da sich die dichte Sole nicht ohne Weiteres mit dem darüber liegenden Meerwasser vermischt und so eine deutliche Grenze zwischen den Wassermassen bilden kann. Neben der sichtbaren Oberfläche kann auch eine Uferlinie für das Becken entstehen.
Die Größe der Becken reicht von weniger als einem Quadratmeter bis zu einer Fläche von 120 Quadratkilometern im Orca-Becken (orca basin, Golf von Mexiko).
Unterwasser-Solebecken sind häufig unter dem polaren Meereis und in der Tiefsee zu finden. Sie bilden sich unter dem Meereis durch einen Prozess, der als Soleabstoßung (durch das Eis) bezeichnet wird (englisch brine rejection).
Für Solebecken in der Tiefsee ist eine Quelle des Salzes erforderlich, um den Salzgehalt so stark zu erhöhen.
Das Salz kann aus einem von zwei Prozessen stammen:
- aus geothermisch erhitzter Sole, die aus tektonischen Spreizungszentren (en. tectonic spreading centers) austritt.[8]
- aus der Auflösung großer Salzlagerstätten durch Tektonik[6]

Zu diesen Mechanismen kommt noch die oben erwähnte Soleabstoßung (en. brine rejection) hinzu.
Die Sole enthält oft hohe Konzentrationen von Schwefelwasserstoff und Methan, die in der Nähe des Pools lebende chemosynthetische Organismen mit Energie versorgen.
Zwar sind die Unterwasser-Solebecken aufgrund ihres hohen Salzgehalts und ihrer anoxischen Eigenschaften für (praktisch) alle Meerestiere (marine Metazoa) giftig, was letztlich zu einem toxischen Schock und daher leicht zum Tod führen kann.
Bei der Beobachtung durch U-Boote oder Ferngesteuerte Unterwasserfahrzeuge (en. Remotely Operated Vehicles, ROV) sieht man die Solebäder gespenstisch übersät mit toten Fischen, Krebsen, (auch Flohkrebsen) und anderen Organismen, die sich zu weit in die Sole gewagt haben.
Die toten Organismen werden dann jahrelang in der Sole konserviert, ohne zu verwesen, da die anoxische Beschaffenheit des Beckens die Verwesung verhindert und so einen „Friedhof“ für diese Tiere schafft."
Dennoch finden sich dort speziell angepasste Lebewesen, beispielsweise Extremophile und Symbionten.
Insbesondere an den Ufern der Beckens wachsen Bakterien und ihre Symbionten in der Nähe der höchsten Nährstoffkonzentrationen.
Die Ufer sind komplexe Umgebungen mit signifikanten Schwankungen des Salzgehalts, der Sauerstoffkonzentration, des pH-Werts und der Temperatur innerhalb eines relativ kleinen Bereichs. Diese Übergänge bieten eine Vielzahl von ökologischen Nischen.
Im schmalen Grenzbereich entlang des Randes eines Solebeckens findet sich auch Mekrofauna. Ein Beispiel ist die Muschel-Spezies Apachecorbula muriatica am Rande des Valdiva-Deep-Solebeckens im Roten Meer.
Meeresschnecken und Capitellidae-Vielborster wurden ebenfalls in Verbindung mit Solebecken im Roten Meer gefunden.
Diese Arten ernähren sich typischerweise von mikrobiellen Symbionten oder Bakterien- und Detritusfilmen.
Über der dichten Soleoberfläche können oft fleckige, rötliche Schichten beobachtet werden, die auf eine hohe Konzentration halophiler Archaeen (Halophile aus dem Taxon der Euryarchaeota) zurückzuführen sind, die in diesen Umgebungen gedeihen.
Derartige Solebecken existieren außer in den Polargebieten, im Golf von Mexiko und im Roten Meer auch im östlichen Mittelmeer, u. a. das L’Atalante-Becken, sowie das Urania-, Discovery- und Bannock-Becken.
Diese Becken entstanden durch Salzablagerungen von Messinischem Evaporit als Spätfolge der Messinischen Salinitätskrise (MSC) im jüngsten Miozän, als das Mittelmeer teilweise oder vollständig ausgetrocknet war. Sie sind selbst aber höchstens 35.000 Jahre alt.